# Omocestus megaoculus
Omocestus megaoculus är en insektsart som beskrevs av Yin, X.-c. 1984. Omocestus megaoculus ingår i släktet Omocestus och familjen gräshoppor. Inga underarter finns listade i Catalogue of Life.